# 折笠氏
折笠氏（おりかさし）は、日本の氏族のひとつ。岩代国田村郡にこの地名があった。

## 概要
折笠氏は陸奥国田村郡の田村氏一族ともいわれ。田村家臣の中に折笠氏が見られる。
会津古塁記によると、室町時代の応永十年癸未（1403年）に新宮氏をルーツに持つ小布瀬原右京介景勝が会津の折笠山に「舘ノ原村舘」（耶麻郡）を築き住し折笠家を興したとされる。
日出山神社の社伝や会津古塁記でも折笠氏の名を見ることが出来る。
明治期の自治体統廃合までは青森県弘前市・岩手県山田町・宮城県・茨城県日立市にも折笠（または織笠）の名を冠した村が多数あった。
現在も、茨城県日立市折笠町（二級水系折笠川も流れる）、青森県弘前市折笠（折笠館跡地有）の地名が残っている。
日本姓氏語源辞典のサイトによれば、福島県の会津、喜多方、郡山、いわき、相馬を中心に全国に約7300人の折笠姓の方が存在している。

### 補足
折笠氏には二つの流れがある。確かに会津地方と田村群には折笠姓が残っているようだが、もう一つ全く別の流れがある。それは、平将門の乱の折に相馬家の肝いりで　現在の北茨城から兵を起こして北上し、福島県南相馬市小高に居をかまえた折笠氏である。2011.3.11の東北大震災までの1000年余この地に見られた。
この1000年間の戦と動きについては、岩手県南部に折笠山という地名が50年前までの日本地図には明記されていたことからも推察できる。折笠氏が仕えた相馬藩は伊達との戦で女川を取られることで岩手方面とは領地を分断され現在の福島県相馬地方のみとなった。
あくまでも先祖からの伝承であるが、折笠氏は高望王の従弟が大陸から嫁を貰う際にその従者の中の一人として大陸から渡って来たと直接先祖から先祖へ伝え伝えられて今日にいたるものである。
将門の乱の折に将門の娘が逃げて現在のいわき市四ツ倉に住み着いたという言い伝えがあるところから見ても、相馬家に仕えた折笠氏は、北茨城に現在も地名として残されている折笠町辺りから海沿いに北上したと考えられる。
相馬家に仕えた太平洋側の折笠氏と会津地方の折笠氏とは全くルーツが異なるものであり親戚関係もない。

## 折笠氏についての補足
- 戦国時代には守山城・三春城周辺を拠点とし坂上田村麻呂の末裔田村氏 (三春田村氏)に仕えた田村氏族の折笠氏の記録がある(郡山合戦の文献や守山周辺の寺社の過去帳など)[要出典]。
- 会津古塁記によると、「応永十年癸未（1403）。東西五十六間南北三十八間応永十年癸未小布瀬原右京介景勝折笠山に舘ノ原村舘（耶麻郡）を築き住す。八幡舘と号す。折笠を家名とす。」と記されている。
- 新編会津風土記にも登場している[要出典]。
- 会津の山都町観光協会には江戸時代末の会津藩領内を詳細に記した彩色絵地図『上林・折笠兵馬家の会津家中諸役知行名鑑』（江戸時代末の会津藩領内を詳細に記した縦1m、横 1．05mの彩色絵地図）が存在する[要出典]。
- 折笠山が存在した（八幡舘 旧舘ノ原村舘 耶麻郡 館主：折笠景勝）[2][要出典]。
- 陸奥折笠館が存在した。 城主：折笠氏 青森県弘前市大字折笠字宮川『本藩通観録』に「為信御普代之館 折笠館主 兵助」と記載されている[要出典]。

## 人物
- 折笠景勝[2][要出典]

## 系図
```
　
桓武天皇

　 ┃
　 (?)
　 ┃
　
平高望
 (
桓武平氏
)
　 ┃
　
平良文

　 ┃
　 (?)
　 ┃
　
義明
 (
三浦氏
)
　 ┃
　
義連
 (
佐原氏
)
　 ┃
　
盛連

　 ┃
　 ┣━━━┳━━━━━━━━┓
　 ┃
経連
 (
猪苗代氏
)　　　　
光盛
 (
蘆名氏
)
　 ┃
　
時連

　 ┃
　 (?)
　 ┃
　
新宮氏

　 ┃
　
小布瀬原氏

　 ┃
　
折笠 (小布瀬原)右京介景勝
```

## 折笠姓の人物
※以下順不同、更新時点の情報になる。
1.医療関連
- 折笠晴秀（元折笠病院院長、東京帝国大学医学部卒、詳細はこちら）
- 折笠精一（東北大学医学部名誉教授、仙石病院名誉院長）
- 折笠道昭（新潟大学医学部保健学科教授）
- 折笠秀樹（富山大学医学部教授）
- 折笠千登世（日本医科大学 形態解析研究室 准教授）

2.公務関連
- 折笠竹千代（元宮内庁管理部長、宮崎県副知事等)
- 折笠与四郎（元福島県教育委員会教育長）
- 折笠常弘　(元福島県高等学校長協会長)
- 折笠初雄（元神奈川県高等学校文化連盟顧問）
- 折笠弘維（外務省 在パラオ特命全権大使）
- 折笠成宏（気象庁 気象研究所 気象予報研究部 室長）
- 折笠重康（江田島海軍兵学校64期 元海軍中佐）

3.教育研究関連
- 折笠有基（立命館大学 生命科学部 応用化学科 教授）
- 折笠和文（名古屋学芸大学教授）
- 折笠貴寛（岩手大学農学部准教授）
- 折笠善丈（北海道大学高等教育研修センター特任助教）
- 折笠国康（郡山女子大学短期大学部 幼児教育学科 准教授）
- 折笠広典（東北大学多元物質科学研究所・助教）
- 折笠真美（順天堂大学 国際教養学部 嘱託教員）
- 折笠俊輔（公益財団法人流通経済研究所 農業・地域振興研究開発室 室長）
- 折笠輝雄（元一般社団法人ラドテック研究会 会長）

4.経営関連
- 折笠隆之（株式会社 ホンダ四輪販売西中国　代表取締役）
- 折笠智和（株式会社 六耀社、株式会社シーズ・スリー　代表取締役）
- 折笠哲也（会津電力 株式会社　常務取締役）

5.芸術文化関連
- 折笠光助（元日本新工芸家連盟東北会長、文科大臣地域文化功労者表彰）
- 折笠美秋（昭和時代後期の俳人）
- 折笠敏之（作曲家、東京藝術大学 音楽学部 作曲科 准教授）
- 折笠良（アニメーション作家）
- 折笠きく江（声優、折笠愛）

6.上記以外
- 折笠智恵子（旧姓。尚義清夫人 尚泰王の次男、寅の家系。第二尚氏（宜野湾御殿））
- 折笠吉美（俳優。元一般社団法人ローラーダービー協会理事）

## その他の折笠氏
清和源氏義光流甲斐源氏および、同武田氏流板垣氏支流の福士氏族が存在する。